# Adolphus Warburton Moore

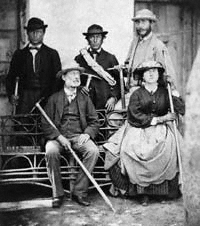
Fot. z 1871 r.: A.W. Moore (stoi z prawej), Lucy Walker (siedzi z prawej), jej ojciec Francis Walker (siedzi z lewej) i Melchior Anderegg (stoi w środku). Piąta postać nieznana.

Adolphus Warburton Moore, A.W. Moore (ur. 12 lipca 1841, zm. 2 lutego 1887) – brytyjski alpinista, pracownik służby cywilnej. 
Jeden z najsłynniejszych alpinistów brytyjskich z czasów „złotego wieku alpinizmu” w drugiej połowie XIX wieku.
Jego rodzicami byli major John Arthur Moore i Sophia Stewart Yates. W latach 1858–1887 był urzędnikiem India Office, gdzie w latach 1875-1885 był sekretarzem w departamencie politycznym, a także osobistym sekretarzem Randolpha S. Churchilla.
Ważniejsze pierwsze wejścia w Alpach:
- Jungfraujoch (3471 m n.p.m.), Alpy Berneńskie - lipiec 1862, wraz z Lesliem Stephenem, F. J. Hardym, H. B. George’em, M. M. Liveingiem i Morganem, z przewodnikami Christianem Almerem, Christian i Peterem Michelami, U. Kaufmannem, P. Baumannem i C. Bohrenem;
- Fischerhorn (4049 m n.p.m., Alpy Berneńskie) – 23 lipca 1862, wraz z H. B. George’em oraz przewodnikami Ch. Almerem i U. Kaufmannem[1][3];
- Barre des Écrins (4102 m n.p.m., Alpy Delfinackie) – 25 czerwca 1864, wraz z E. Whymperem i H. Walkerem oraz przewodnikami M. Crozem, Ch. Almerem starszym i Ch. Almerem młodszym[1][3];
- Piz Roseg (3937 m n.p.m., Alpy Berneńskie) – 28 czerwca 1865, wraz z H. Walkerem i przewodnikiem J. Andereggiem[3];
- Ober Gabelhorn (4063 m n.p.m., Alpy Pennińskie) – 6 lipca 1865, wraz z H. Walkerem i przewodnikiem J. Andereggiem[3];
- Pigne d’Arolla (3796 m n.p.m., Alpy Pennińskie) – 9 lipca 1865, wraz z H. Walkerem i przewodnikiem J. Andereggiem[3];
- Mont Blanc (4810 m n.p.m.) Ostrogą Brenva – 15 lipca 1865, wraz z G.S. Mathewsem, F. Walkerem i H. Walkerem oraz przewodnikami J. Andereggiem i M. Andereggiem[3].

Ostatnie z wymienionych wejść – trudna droga Ostrogą Brenva na Mont Blanc – oceniana jest dziś jako jedno z najpiękniejszych przejść skalno-lodowych w Alpach. Dokonane zaledwie rok po zdobyciu Matterhornu, wieńczącym erę alpinizmu zdobywczego, rozpoczęło ono epokę alpinizmu sportowego, w którym drogi oceniane są według kategorii ich piękna i trudności, stawianych wspinaczowi.
W roku 1868 A.W. Moore wraz z D.A. Freshfieldem, Ch.C. Tuckerem oraz francuskim przewodnikiem F. Devouassoud wyjechali w Kaukaz, gdzie 1 lipca dokonali pierwszego wejścia na Kazbek (5034 m n.p.m.), a kilka tygodni później w tym samym składzie, uzupełnionym o bałkarskich przewodników-tragarzy Achiję Sottajewa i Dżaczi Dżapojewa, stanęli (jako pierwsi Europejczycy) na niższym, wschodnim szczycie Elbrusa (5621 m n.p.m.).
Postać A.W. Moore’a upamiętniają dziś w masywie Mont Blanc nazwy: przełęczy (Col Moore, 3525 m n.p.m.) i wznoszącego się w grani tuż za nią niewielkiego szczyciku (Pic Moore, 3557 m n.p.m.), położonych u podnóży Ostrogi Brenva. Nazwy te nadali alpiniści F.S. Smythe i Thomas Graham Brown podczas pierwszego wejścia drogą przez Sentinelle Rouge w 1927 r.